# Michael Preetz
Michael Preetz est un footballeur allemand né le 17 août 1967 à Düsseldorf. Il jouait au poste d'attaquant avant de devenir manager sportif.

## Biographie

### En club
Michael Preetz commence le football dans sa ville natale au Düsseldorfer SC 1899, à 14 ans il rejoint le Fortuna Düsseldorf le plus grand club de football de la ville. Il joue en junior et est convoqué en équipe d'Allemagne des moins de 21 ans. A 18 ans, il obtient son premier contrat professionnel et sera le quatrième attaquant lors de sa première saison 1986-1987 en Bundeliga. Il joue son premier match professionnel lors de la quatrième journée, le 2 septembre 1986, lors de la victoire 2 à 0 contre SV Waldhof Mannheim. A la surprise générale, l'entraineur Dieter Brei titularise le jeune attaquant, qui marque dès son premier match. Avec cinq buts marqués au cours de cette saison il est le troisième meilleur buteur du Fortuna, mais ne pourra pas empêcher la relégation en fin de saison.
Lors de la saison 1987-1988 en deuxième division, Michael Preetz doit laisser sa place à la nouvelle recrue, Thomas Seeliger. Lors de la saison 1988-1989 il est de nouveau titularisé, marquera onze buts et contribuera à la promotion du Fortuna Düsseldorf.
En 1990, il rejoint le 1. FC Sarrebruck qui évolue en deuxième division. Pendant deux saisons il sera le meilleur buteur du club et terminera même meilleur buteur du groupe Sud de la deuxième Bundesliga en 1991-1992. Sarrebruck sera promu en Bundesliga à l'issue de la saison, mais Preetz n'accompagne pas son club et rejoint le MSV Duisbourg qui fait le chemin inverse.
Avec Duisbourg il sera de nouveau le meilleur buteur du club. Son club sera promu en Bundesliga, cette fois ci il l'accompagne à l'étage supérieur, mais ne sera plus titularisé. En fin de saison, il va chez le voisin SG Wattenscheid 09 et retrouve la deuxième division. Il reste deux saisons à Wattenscheid, puis en 1996 rejoint le Hertha Berlin qui évolue également en deuxième division.
A Berlin, Preetz gagnera de nouveau une promotion en Bundesliga, sa troisième depuis le début de sa carrière. Il marque neuf buts cette saison mais reste dans l'ombre du buteur maison, Axel Kruse (en) (15 buts). Lorsque Kruse se blesse en début de saison 1997-1998, Preetz devient titulaire,  marquera 14 buts et assurera le maintien de Berlin en première division.
Jusqu'à l'arrivée du Brésilien Marcelinho en 2001, Michael Preetz sera le buteur établi du Hertha Berlin, en 1998-1999 avec 23 buts marqués il sera couronné meilleur buteur du championnat allemand, il qualifie également le club en Ligue des champions de l'UEFA 1999-2000.
En 2001 et 2002, il remporte avec Berlin la Coupe de la Ligue allemande, les deux seuls titres acquis dans sa carrière. Avec 107 buts marqués il est le deuxième meilleur buteur du club de la capitale.

### En équipe nationale
En 1987, Michael Preetz est vice-champion du monde avec les moins de 20 ans au Chili. De 1999 à 2000 il dispute sept matchs avec l'équipe d'Allemagne et  marque 3 buts, dont le 1500e but de la Mannschaft. Il fait ses débuts le 6 février 1999, lors de la défaite 0-3 contre les États-Unis, trois jours plus tard il inscrit ses deux premiers buts pour l'Allemagne contre la Colombie. En 1999, il participe à la Coupe des confédérations au Mexique. Il dispute son dernier match le 26 avril 2000 contre la Suisse où il est remplacé à la mi-temps.

### Carrière de manager
De 1994 jusqu'à la fin de sa carrière de joueur, Michael Preetz est vice-président du syndicat des joueurs. Il suit des cours pour le management sportif et rejoint Dieter Hoeness comme assistant à la direction du Hertha Berlin. Il était prévu qu'il prenne la succession de Hoeness en 2010, mais le départ anticipé de celui-ci le conduit à prendre ses fonctions en juin 2009. Lors de sa première saison à la tête du club, le Hertha est relégué, mais retrouvera la première division une saison plus tard, de sorte que le contrat de Preetz est prolongé jusqu'en 2014, récompensant son travail dans la formation de jeunes joueurs.
Le 24 janvier 2021, Preetz est licencié en compagnie de l'entraineur Bruno Labbadia à la suite des mauvais résultats du Hertha Berlin.

## Palmarès
- 7 sélections et 3 buts en équipe d'Allemagne entre 1999 et 2000
- Vainqueur de la Coupe de la Ligue allemande en 2001 et 2002 avec le Hertha Berlin